# Dutch Charts

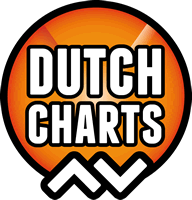
Logo van Dutch Charts

Dutch Charts (tot januari 2008 GfK Mega Charts en tot 2014 GfK Dutch Charts), onderdeel van GfK Retail & Technology Benelux BV, stelt wekelijks een aantal Nederlandse hitlijsten samen. Sinds 2019 zijn dit:
- Mega Top 30 (NPO 3FM)
- Album Top 100
- B2B Single Top 100
- Compilation Top 30
- Vinyl 33
- Single Tip 30
- Nationale Airplay Top 50
- Alternative Top 30

## Oude lijsten (selectie)
Muziek
- Midprice Top 50
- DVD Music Top 30
- DVD Movie Top 30
- CombiAlbum Top 100

Games
- GameCube Top 10
- Cd-rom Top 10
- PlayStation 2 Top 10
- X-box Top 10